# Wąwolnica
Wąwolnica é uma cidade no leste da Polônia. Pertence à voivodia de Lublin, no condado de Puławy. É a sede da comuna urbano-rural de Wąwolnica, no rio Bystra.
Estende-se por uma área de 2,3 km², com 975 habitantes, segundo o censo de 31 de dezembro de 2021, com uma densidade populacional de 423,9 hab./km².
Cidade real, fundada em 1346. No século XVIII, estava localizada no distrito de Wąwolnica, na voivodia de Lublin. Foi privada de seus direitos municipais em 31 de maio de 1870 e incorporada à comuna de Drzewce, no condado de Nova Alexandria. De 1929 a 1954, foi a sede da comuna rural de Wąwolnica, no condado de Puławy, e, de 1954 a 1972, da gromada de Wąwolnica. Desde 1973, é a sede da comuna reativada de Wąwolnica. Nos anos de 1975 a 1998, a cidade pertenceu administrativamente à voivodia de Lublin. Em 1 de janeiro de 2025, Wąwolnica recuperou os direitos de cidade.
Até 2024, Wąwolnica-Kolonia fazia parte de Wąwolnica. Com Wąwolnica recuperando a condição de cidade em 1 de janeiro de 2025 e a definição dos limites da cidade, Wąwolnica-Kolonia não se tornou parte da cidade, fazendo parte da vila de Łąki.
Wąwolnica é a sede da paróquia católica romana de Santo Adalberto]].

## História
Wąwolnica é um dos assentamentos mais antigos da Pequena Polônia (inicialmente na Terra de Sandomierz e depois na Terra de Lublin). Juntamente com Bochotnica, formava o centro de uma unidade administrativa. Um documento — um manuscrito de 1027 armazenado no mosteiro da Santa Cruz — atesta a antiga métrica do vilarejo. Nele está escrito: No ano de 1027, os padres de nosso mosteiro estavam exercendo o ministério paroquial no recém-fundado e recém-convertido ao assentamento de Santa Fé de Wawelnica. Os vestígios da primeira habitação humana datam do Mesolítico.
No século XIII, havia um assentamento defensivo em uma importante rota comercial que ia de uma travessia no rio Vístula, perto da atual Kazimierz Dolny, passando por Rzeczyca, Wąwolnica e Lublin. A crônica paroquial registra uma história transmitida pela tradição de Wąwolnica: O ano de 1278 foi terrível para a Polônia. A invasão tártara devastou tudo. Foi nessa época que as hordas bárbaras invadiram o país em grande número, foi aqui que montaram seus principais acampamentos e foi aqui que trouxeram o espólio manchado de sangue fresco. Hordas de infelizes cativos destinados a se tornarem escravos do cã. Após a grande devastação de Lublin, foi a vez de Wąwolnica, localizada a 4 milhas (6,44 km) de distância. Esse evento marca o início do culto à Virgem Maria de Kębel.
Antes de 1370, a vila recebeu os direitos de cidade na Lei de Magdeburgo, tornando-se uma cidade real; no selo mais antigo da cidade, o nome era Königsberg. Foram construídos um castelo (torre real), a capela real de Santo Adalberto e uma muralha defensiva (na parte leste, com três metros de espessura). A época do reinado do rei Casimiro, o Grande, foi o período de esplendor de Wąwolnica.
No século XV, Wąwolnica era o local onde eram realizados os seguintes tribunais: tribunal de terras, tribunal da cidade e tribunal castelão. Em 1409, Ladislau II Jagelão concedeu à cidade um privilégio de mercado. A partir de 1444, a corte do castelão de Lublin passou a ser realizada no castelo. Em 1448, a cidade foi realocada conforme a Lei de Magdeburgo. Em 1458, Casimiro IV Jagelão entregou a paróquia aos beneditinos da Santa Cruz, que assumiram o patrocínio da cidade e da paróquia. No século XVI, os tribunais do voivoda de Lublin sobre a nobreza eram realizados em Wąwolnica. Em 1567, a cidade foi completamente incendiada. O rei Sigismundo II Augusto ordenou que o voivoda Jan Firlej a fundasse novamente, momento em que a cidade foi transferida da colina da igreja para sua localização atual. Em 1638, foi consagrada uma igreja beneditina, reconstruída a partir da antiga capela real.

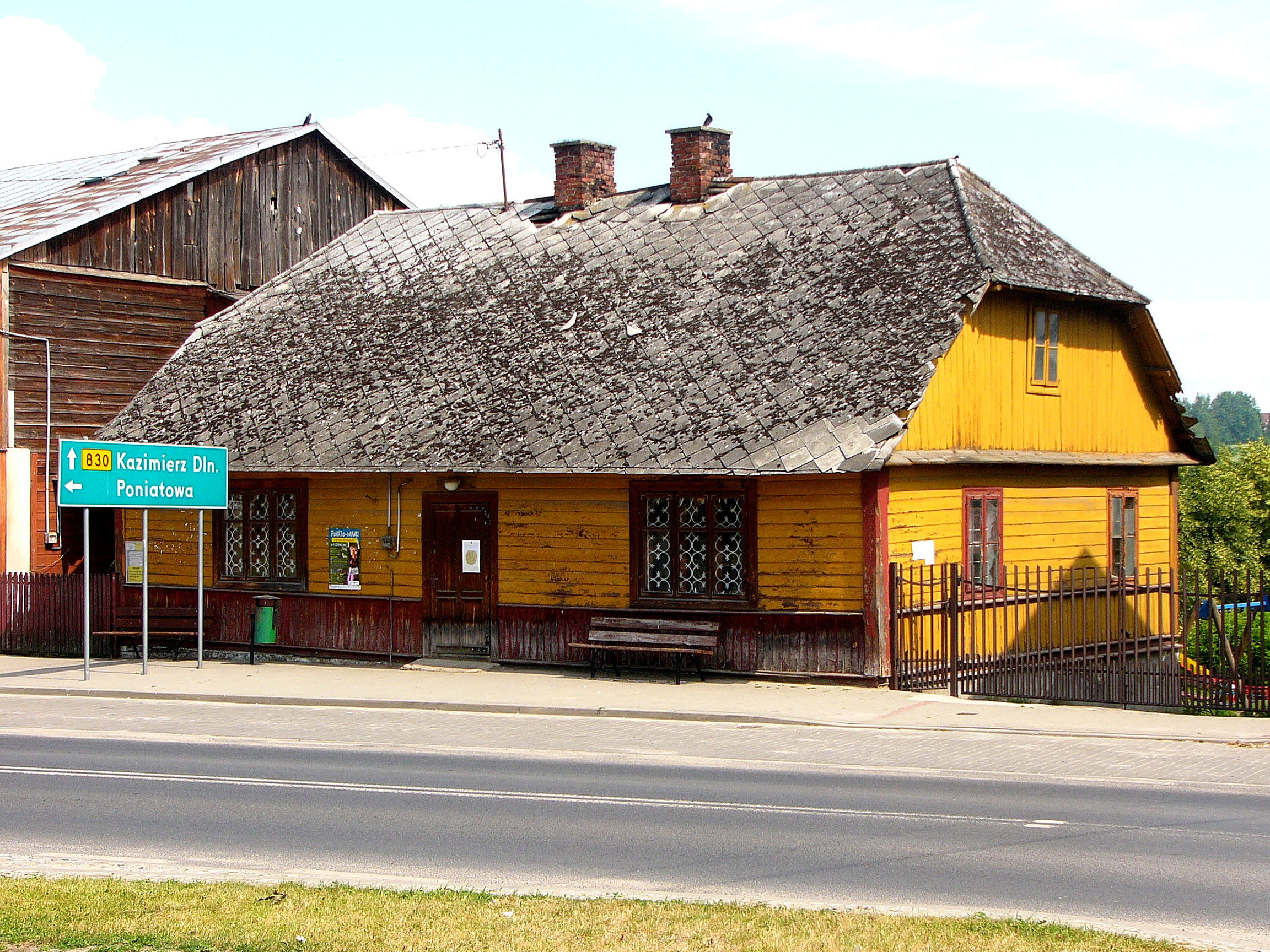
Parte da praça da cidade

A partir do século XVII, a cidade entrou em declínio, sendo destruída sucessivamente pelos exércitos russo, sueco e saxão. Em 1795, Wąwolnica foi incluída na partição austríaca. A partir de 1809, passou a pertencer ao Ducado de Varsóvia e, a partir de 1815, à Polônia do Congresso. Em 1819, o mosteiro foi dissolvido e o patrocínio da cidade e da paróquia foi concedido ao duque Adam Jerzy Czartoryski. Em 1820, havia 132 casas de madeira e 4 de tijolos em Wąwolnica, com 1 034 habitantes. Em 1870, as autoridades czaristas privaram Wąwolnica de seus direitos municipais e mudaram seu nome de Wawelnica para o nome atual como um ato de repressão por apoiar os insurgentes da Revolta de Janeiro. Em 1921, havia 1 043 judeus vivendo na cidade, o que representava 35% da população total.
Durante a ocupação nazista, os alemães estabeleceram um gueto para os residentes judeus em fevereiro de 1942. Ele abrigava aproximadamente 2 000 judeus. Em outubro de 1943, ocorreu a liquidação final do gueto. Os judeus foram levados para guetos em Kurów, Opole Lubelskie e Urzędów. De lá, foram enviados para o campo de extermínio em Belzec.
Em 1944, representantes do Exército Popular e dos Batalhões Camponeses concluíram um acordo de cooperação na comuna. Foram realizadas várias ações partidárias conjuntas contra as forças de ocupação. Em 2 de maio de 1946, a aldeia foi pacificada pelo Ministério da Segurança Pública por favorecer a resistência anticomunista. Mais de 100 casas e várias centenas de edifícios agrícolas foram incendiados, a maioria deles com animais domésticos. O vilarejo em chamas foi fotografado pelo repórter americano John Vachon.
Entre 1975 e 1998, a aldeia estava localizada na voivodia de Lublin.

## Lenda
Segundo a lenda, por volta do século VII (algumas fontes dizem que provavelmente foi em 721), o duque Krak de Cracóvia navegou ao longo do rio Vístula. Ao explorar a área, ele se deparou com o local da atual Wąwolnica, que chamou de Wawelnica, em homenagem ao nome de sua sede. É nesse local que se supõe que o dragão matador do vilarejo do brasão de Krak tenha se originado. De fato, o brasão de armas representa São Jorge.

## Monumentos históricos

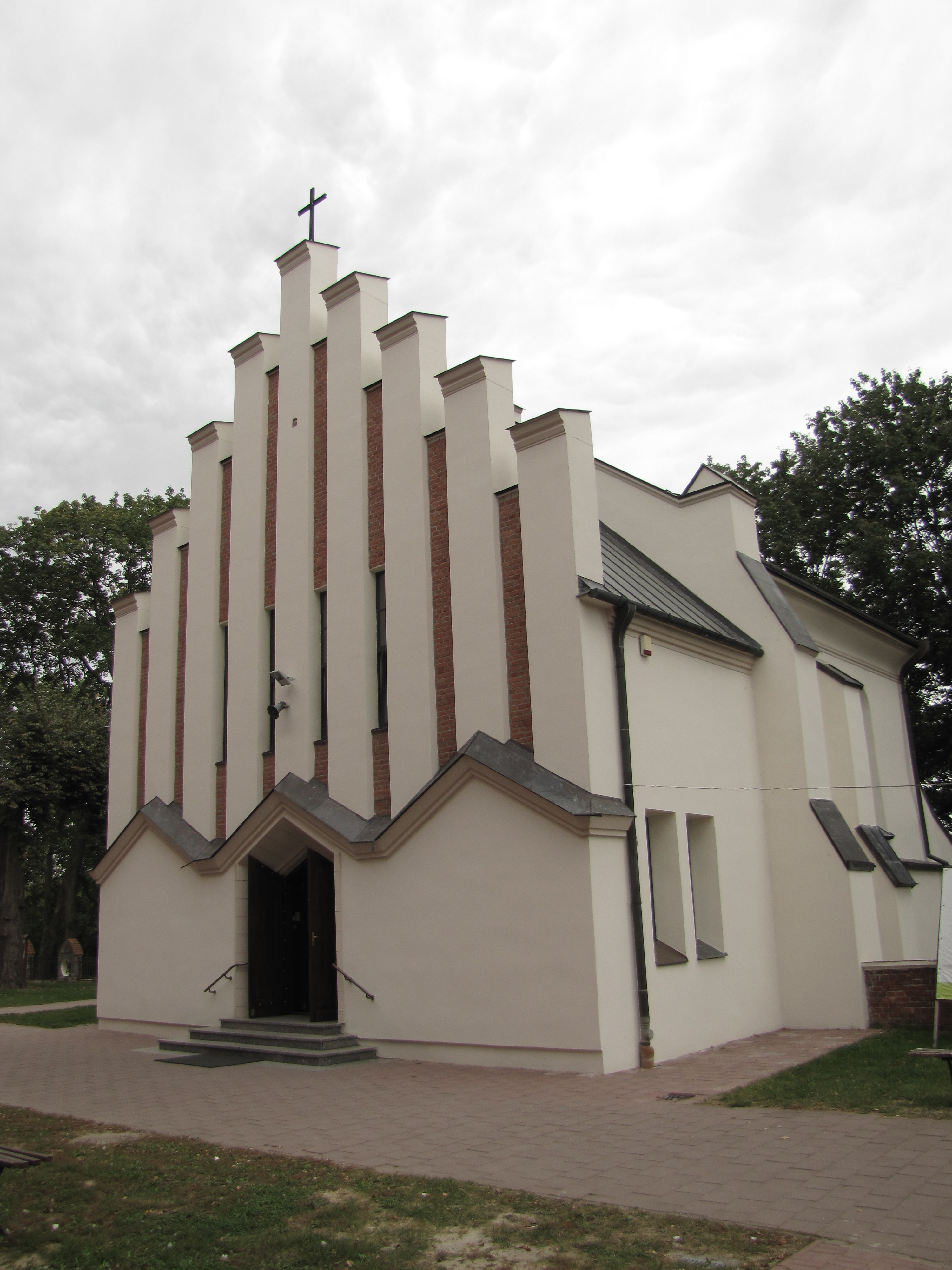
Capela do Castelo de Santo Adalberto

- Igreja paroquial de Santo Adalberto foi construída entre 1907 e 1914 com as doações dos fiéis, no estilo neogótico da Vístula, com três naves, de tijolos vermelhos. O altar principal contém uma estátua do século XIII/XIV da Madona, esculpida em madeira de tília, chamada Nossa Senhora de Wąwolnica.[21]
- Estátua de Nossa Senhora de Kębel — um destino de peregrinação
- Órgão de 20 vozes — fabricante: Fábrica de Órgãos St. Krukowski e Filho em Piotrków Trybunalski (encomendado em 1923)

## Turismo
- Wąwolnica está localizada na borda do Parque Paisagístico Kazimierski, entre os importantes centros do triângulo turístico Puławy - Kazimierz Dolny - Nałęczów.[22]
- A rota da histórica ferrovia de bitola estreita do Vístula passa por Wąwolnica. Trens turísticos programados passam por lá durante a temporada.
- Estandes de pesca.
- Wąwolnica fica na Terra de Lessowe Wąwozów.

## Esporte
O clube de futebol KS Wawel Wąwolnica atua em Wąwolnica. Na temporada 2024/2025, atua na Classe B, grupo: Lublin II.